# Carlos Dicenta
Carlos-Yvon Dicenta Saint-Victor (Madrid, 27 agosto 1965) è un ex cestista spagnolo.